# Sauk River (Skagit River)
Der Sauk River ist ein ca. 72 km langer linker Nebenfluss des Skagit River. Er befindet sich im Nordwesten des US-Bundesstaates Washingtons. 

## Flusslauf
Der Sauk River entwässert einen Teil der Kaskadenkette im Einzugsgebiet des Puget Sound nördlich von Seattle. Der Fluss ist eine berühmte Anlaufstelle für Fliegenfischer und ein National Wild and Scenic River.
Seine zwei Quellflüsse, South Fork Sauk River (links) und North Fork Sauk River (rechts), entspringen im östlichen Snohomish County, in der Glacier Peak Wilderness und bilden bei Bedal den Hauptfluss. Von dort fließt der Sauk River nordwestlich über den Mount Baker-Snoqualmie National Forest nach Darrington, um südlich von Rockport in den Skagit River zu münden. Etwa 19 km östlich von Rockport nimmt er den Suiattle River, und vor Darrington den White Chuck River und den Clear Creek, auf.
Der Name „Sauk“ kommt von Sah-kee-ma-hu (dem Sauk-Suiattle Stamm), einer nicht mit den Sauk, sondern mit den Skagit-Stämmen verwandten Gruppe.

## Geschichte
1890 unternahmen Goldsucher nördlich vom Flussbett des Skykomish River Entdeckungsreisen, die zu dem Goldboom bei Monte Cristo, in der Nähe der Quelle des North Fork, führten. Aufgrund der Unzugänglichkeit vom Süden aus wurde 1891 eine schmale Eisenbahnstrecke entlang des Sauk River errichtet. Die Sauk wagon road verlief von Sauk City beim Skagit River zu den Minen von Monte Cristo. Ein wichtiger Stopp auf der Strecke war ein Handelsposten bei Orient, in der Nähe der Quellflüsse des Sauk River. Dieses Gebiet ist heute als Bedal bekannt. Heute folgt der Mountain Loop Highway mehr oder weniger demselben Weg wie die alte Eisenbahnstrecke.

## South Fork Sauk River
Das Quellgebiet des South Fork liegt an einem Gletscher an der Nordwestseite des Columbia Peak. Der Fluss fließt hauptsächlich durch Seventysix Gulch nach Monte Cristo, wo er auf den Glacier Creek trifft. Der South Fork fließt weiter nordwestlich, bis er auf den Weden Creek trifft und sich nach Norden wendet. Er fließt östlich des Barlow Pass, nach dem er parallel zum Mountain Loop Highway weiterfließt. Nach einigen Kilometern fließt er in den Monte Cristo Lake. Nördlich des Sees gibt es entlang des Flusses einige Campingplätze. Nahe dem Bedal Campingplatz fließt der Fluss mit dem North Fork zusammen, um den eigentlichen Sauk River zu bilden.
Ein relativ kurzer und niedriger Kamm, der Barlow Pass, trennt den Sauk River vom Palmer Creek, einem Quellfluss des South Fork Stillaguamish River. Die ungewöhnliche Geographie, die Umgebung, die Größe der Flüsse und ihre Täler lassen daraus schließen, dass während des Pleistozän der Sauk River durch den Barlow Pass in das heutige Stillaguamish-Tal  floss.

### Zuflüsse
- Glacier Creek: fließt bei Monte Cristo in den South Fork.
- Weden Creek: fließt 3,7 km hinter Monte Cristo in den South Fork.
- Elliot Creek: mündet kurz nach dem Verlassen des Monte Cristo Lake ein.

## North Fork Sauk River
Der North Fork, der größere der zwei Quellflüsse, beginnt an dem Ausgang eines kleinen, namenlosen Sees gegenüber von Blue Lake, in der Nähe des Johnson Mountain. Den größten Teil der Strecke fließt er in nordwestlicher Richtung. Bevor er mit dem South Fork den Sauk River bildet, wendet er sich nach Westen und rauscht durch eine Schlucht, aus der er in einem 18 Meter hohen Wasserfall austritt. Kurz danach stürzt er über weitere, kleinere Wasserfälle. In der Nähe der Campingplätze bildet er mit dem südlichen Arm den Skagit River.
Nach Fred Beckey könnte die Quelle des North Fork einer seiner Zuflüsse, der Cadet Creek, sein, der in den North Fork über den Sloan Creek fließt.

### Zuflüsse
- Sloan Creek: Fließt 3,4 km vor Lost Creek in den North Fork.
  - Cadet Creek: Kommt von der nordöstlichen Seite vom Monte Cristo Peak.
- Cougar Creek: Kommt von der östlichen Seite des Bedal Peak, aus dem Cougar Lake.
- Lost Creek: Fließt 5,6 km vor der Mündung in den North Fork.